# Herm Dienz
Ernst Hermann „Herm“ Dienz (* 8. Oktober 1891 in Koblenz; † 26. August 1980 in Siegburg) war ein deutscher Maler und Grafiker.
Dienz studierte Rechtswissenschaft in München, Berlin und Bonn. Nach seiner Promotion zum Dr. jur. und einem Referendariat am Gericht in Koblenz lebte er mit seiner Frau Hilde und dem 1922 geborenen Sohn Rainer († 13. April 1945) als freischaffender Künstler im Westerwald, bildete sich aber in Berlin weiter und unternahm etliche Reisen (u. a. nach Sizilien).
1925 nahm er das Studium für das künstlerische Lehramt an der Kunstakademie Düsseldorf auf, das er 1927 in Berlin abschloss. Er arbeitete dann an den Gymnasien in Rheydt und Odenkirchen und wurde 1937 als ordentlicher Professor an die Hochschule für Lehrerbildung in Bonn berufen.
1939 wurde er erneut zum Kriegsdienst eingezogen und musste am Zweiten Weltkrieg teilnehmen.
Dienz verarbeitete in seiner Malerei die Strömungen des 20. Jahrhunderts auf seine eigene Weise in Graphik, Aquarellen, Gouachen, Collagen und Ölgemälden. Seine künstlerisch erfolgreichsten Schaffensphasen fallen einerseits in die 1920er Jahre, als er sich der Themen und Malweisen des Expressionismus annahm und ausdrucksstarke Holzschnitte sowie Holzschnitt-Zyklen schuf. Diese Arbeiten galten den Nazis als „entartet“, und 1937 wurden in der Aktion „Entartete Kunst“ nachweislich seine Mappe mit zwölf Holzschnitten Meier Helmbrecht (Seldvyla-Verlag, Zürich 1924, Ex. 2/200) aus den Kunstsammlungen der Stadt Düsseldorf und das Tafelbild Selbstbildnis aus dem Städtischen Schlossmuseum Koblenz beschlagnahmt und vernichtet.
In den 1950er und 1960er Jahren bediente Dienz sich der abstrakten Formensprache.
Er malte bis zu seinem Tod und experimentierte mit den verschiedensten Materialien. Sein Ehrengrab befindet sich auf dem Südfriedhof in Bonn-Beuel.